# アスタチン化水素
アスタチン化水素（アスタチンかすいそ、英: hydrogen astatide）は、化学式 HAt で表される水素のアスタチン化物である。ハロゲン化水素の一種。水素原子とアスタチン原子は共有結合で結び付いている。
この化合物は他のハロゲン化水素と非常に類似した性質をもち、実際この中で最も強い酸である。しかし、アスタチンの同位体の半減期は非常に短く、アスタチン化水素も短時間で分解するため、用途は限られている。それぞれの原子がほとんど等しい電気陰性度をもつため、電離によって容易に水素が負電荷を帯び、At+ イオンが生じる。そのため、アスタチン化水素は次のような反応を起こす。
{\displaystyle {\ce {2HAt -> H^+ + At^- + H^- + At^+ -> H2 + At2}}}
この反応によって気体の水素とアスタチンの沈殿が生じる。また、ハロゲン化水素 HX の生成エンタルピーは、ハロゲンが族を下がるにつれて低下する傾向がある。ヨウ化水素酸は安定しているのに対して、アスタチン化水素酸はアスタチン-水素-水系と比較して明らかに不安定である。最終的に H-At 結合はアスタチン核からの放射線分解によって切断される。
さらに、アスタチンの同位体はすべて放射性同位体であり、最も半減期が長い同位体は半減期8.1時間の 210At である。したがってアスタチンは別の元素に崩壊していくため、その化合物の操作は特に困難である。